# Rafael (arcanjo)
Rafael (do hebraico רָפָאֵל, transl. Rāp̄āʾēl, "Deus cura"; em árabe: رافائيل; transl. Rāfāʾīl; amárico: ሩፋዔል, transl. Rāfāʾīl), também conhecido como São Rafael Arcanjo, é o nome de um arcanjo comum às religiões judaica, cristã e islâmica, responsável por executar todos os tipos de cura (física, psíquica ou espiritual). Enviado por Deus para curar em Seu Nome, Rafael significa "Deus cura" em hebraico; a palavra correspondente a médico é Rophe. 
O facto de Rafael ser considerado o portador da cura Divina, fornece indícios de que ele seja o responsável pela transição do corpo e espírito.

## Judaico-cristãs
Na Bíblia, o Arcanjo Rafael é citado no Antigo Testamento, no Livro de Tobias (presente somente no cânon católico e ortodoxo). No capítulo 5, versículo 4 (Tb 5,4) há o início das aparições de Rafael ao jovem Tobias: "(…)Tendo saído, deparou-se-he o anjo Rafael, sem demonstrar, todavia, ser um anjo de Deus".
Já no capítulo 6, versículo 3 (Tb 6,3), vê-se porque imagem esculpida pelos católicos mostra o arcanjo segurando um peixe. Eis que o grande peixe que tentou devorar Tobias e que o anjo lhe ordenou que o dominasse para tirar-lhe o fel, o qual, é indicado que é usado pelo arcanjo para curar o pai de Tobias devolvendo-lhe a visão. (Tb 6,11)
No capítulo 12, Rafael se dá a conhecer, se apresentando como anjo (arcanjo) de Deus (Tb 12,15) "Eu sou Rafael, um dos sete santos anjos que assistem e têm acesso à majestade do Senhor".
Não é mencionado no Novo Testamento, mas a tradição o identifica como o anjo que agitava as águas em João 5,4. Rafael também é figura proeminente nos costumes do Judaísmo. Ele é um dos três angelicais que visitaram Abraão antes da devastação física de Sodoma e Gomorra.
Sua festa é celebrada no dia 29 de setembro, junto com a do Arcanjo Gabriel e a do Arcanjo Miguel.
De 1921 até 1969 tinha festa, "sozinho", no Calendário Romano Geral no dia 24 de outubro. Porém, a sua veneração não está limitada a qualquer dia particular.

## Islâmicas
Israfil não é nomeado no Qur'an (Corão) diferentemente de Jibrail (Gabriel) e Mikail (Miguel). De acordo com a Hadith(الحديث), Israfil (árabe Rafael) é o anjo responsável por sinalizar a vinda do Juízo Final soprando a corneta (chamada Sûr) e enviando o "Sopro da Verdade". A Sûr será soprada duas vezes: da primeira virá o início do Juízo Final; da segunda, todas as almas serão chamadas a julgamento e interrogadas.

## Traduções
- catalão: Arcàngel Rafael
- alemão: der Erzengel Raphael
- grego: Αρχάγγελος Ραφαήλ
- inglês: Raphael, the archangel
- esperanto: Rafael
- espanhol: Arcángel Rafael
- francês: l'Archange Raphaël
- hebraico:רפאל מלאך
- italiano: Arcangelo Raffaele
- japonês: ラファエル
- coreano: 대천사 라파엘
- russo: Архангел Рафаил